# Reambulacija
Reambulacija v kartografiji pomeni dopolnjevanje. 
Podoba terena se namreč s časom spreminja. Razvoj prometne mreže, novogradnje in oblikovanje pokrajine vnaša v okolico veliko sprememb. Vsem tem spremembam je na karti izredno težko slediti. Zato je podatek o reambulaciji na topografskih kartah izjemno pomemben, saj nam pove, kdaj je bila določena karta zadnjič dopolnjena. Ta podatek je na takih kartah po navadi zapisan na spodnjem robu. Seveda pa reambulacija vnaša samo spremembe, ki jih je na terenu napravil človek. Naravni objekti sami, se namreč v naravi spreminjajo počasi in ostane njihov prikaz na sicer reambulirani karti nespremenjen.